# Paweł Wojciechowski
Paweł Wojciechowski (Bydgoszcz, 1989. június 6. –) világbajnok lengyel atléta, rúdugró. Szabadtéren 5,91 méterrel, míg fedett pályán 5,86 m-rel tart lengyel rekordot.

## Pályafutása
Első nemzetközi sikerét a szülővárosában rendezett 2008-as junior világbajnokságon érte el, ahol második, ezüstérmes lett.
2011 februárjában megdöntötte Mirosław Chmara 22 éve fennálló fedett pályás lengyel rekordját. Öt hónappal később győzött az U23-as Európa-bajnokságon, majd augusztusban 5,91-dal megugrotta az év legjobb eredményét, amely egyben új szabadtéri lengyel rekord is volt. A tegui világbajnokságra, mint az egyik főesélyes érkezett. A döntőben második próbálkozásra jutott túl az 590 centiméteres magasságon. Rajta kívül egyedül a kubai Lázaro Borges teljesítette ezt a szintet, ő azonban csak harmadik ugrásra. Mind a ketten próbát tettek 5,95-ön, ez azonban már egyiküknek sem sikerült, és a világbajnok így Wojciechowski lett.
2012-ben tagja volt a londoni olimpiára kiutazó lengyel csapatnak, azonban óriási meglepetésre, már a rúdugrás selejtezőben kiesett. Bár magabiztosan vágott neki a versenynek, és az 520-as magasságot kihagyva 535-ön kezdett, ám végül mindhárom kísérleténél leverte a lécet.

## Egyéni legjobbjai
| Versenyszám | Eredmény      | Helyszín  | Dátum               |
| Szabadtér   | Szabadtér     | Szabadtér | Szabadtér           |
| ----------- | ------------- | --------- | ------------------- |
| Rúdugrás    | 5,91 méter NR | Szczecin  | 2011. augusztus 16. |
| Fedett      |               |           |                     |
| Rúdugrás    | 5,86 méter NR | Gent      | 2011. február 13.   |

magyarázat: NR = nemzeti rekord